# 郭旭升
郭旭升（1965年4月—），山东茌平人，中国油气勘探专家，中石化勘探分公司总经理，中国工程院院士。